# والتر اشتاینر
والتر اشتاینر (انگلیسی: Walter Steiner؛ زادهٔ ۱۵ فوریهٔ ۱۹۵۱) اسکی‌باز پرش اهل سوئیس است.
از فیلم‌ها یا برنامه‌های تلویزیونی که وی در آن نقش داشته‌است می‌توان به معمای کاسپار هاوزر، سرخوشی بزرگ اشتاینر نجار اشاره کرد.